# Елуранти Дабан
Елуранти Дабан (фр. Eslourenties-Daban) насеље је и општина у југозападној Француској у региону Аквитанија, у департману Атлантски Пиринеји која припада префектури По.
По подацима из 2011. године у општини је живело 255 становника, а густина насељености је износила 50,4 становника/km². Општина се простире на површини од 5 km². Налази се на средњој надморској висини од 390 метара (максималној 398 m, а минималној 329 m).

## Демографија
| 1962. | 1968. | 1975. | 1982. | 1990. | 2011. |
| ----- | ----- | ----- | ----- | ----- | ----- |
| 149   | 137   | 146   | 140   | 185   | 255   |

График промене броја становника у току последњих година